# Großsteingrab Visbeker Bräutigam 2
Das Großsteingrab Visbeker Bräutigam 2 mit der Sprockhoff-Nr. 935 entstand zwischen 3500 und 2800 v. Chr. und ist eine Megalithanlage der Trichterbecherkultur (TBK).
Das Großsteingrab ist ein Bauwerk der Nordischen Megalitharchitektur und liegt an der Straße der Megalithkultur, unmittelbar nordwestlich des Visbeker Bräutigams. Es ist ein Ganggrab im Erdhügel (Tumulus). Der Hügel hat einen Durchmesser von etwa 17 m, aber das ganz darin verborgene Ganggrab ist kleiner. Es sind nur zwei Decksteine zu erkennen, die aus dem Hügel herausragen.